# Оряхово (село)
Вижте пояснителната страница за други значения на Оряхово.
Оряхово е село в Южна България. То се намира в община Любимец, област Хасково.

## География
Село Оряхово е разположено на около 235 m над морското равнище, на почти на равно разстояние, 2-3часа път, от три морета – Черно, Бяло и Мраморно. Площта на землището му е около 30 km². Разстоянието до София е 250 километра. Най-близкия до селото град е Любимец (13 km), а на по около 35 km са Харманли, Тополовград и Свиленград. Границата с Турция е на около 40 km, а тази с Гърция – на 30 km.
Селото е разположено в южните склонове на Сакар планина и от него се открива красива гледка към долината на река Марица и Източните Родопи. Климатът е топъл и сух.

## История
Село Оряхово има дълга и древна история. Най-старите културни и исторически следи в землището на селото датират от епохата, когато траките са основно население в региона. Следи от древния бит и култура на траките има запазени и до днес. В миналото този район е бил обект на проучване и разкопки от видни археолози, етнографи и историци. Още в началото на ХХ век видните историци братята Херман и Карел Шкорпил и проф. Георги Бончев. Съобщават за около 80 запазени тракийски могили и долмени в околностите на селото. Те са най-много в местностите Керез дере и Ешмеджика. Забележителен по своите размери е и долменът в местността Канаклийката. Част от откритите долмени са обособени като туристически обекти.
По време на римската епоха в този район е кипял активен търговски, стопански и административен живот. В редица исторически справки се пише, че големият римски път Виа Милитарис е минавал югозападно от древното селище, чиито останки се забелязват в местността Дюсъ тарла. На 400 m южно от пътя и на 2 km от селото в местността Сара-хан се виждат развалините на древна постройка (правоъгълник с преддверие към изток) – вероятно римска станция.
В старото селище на Оряхово се търсят останките от стария средновековен град Агатоникия – една от десетте епископии, подчинени на Пловдивската митрополия. Сведения за този град се срещат в един надпис на император Гордиан от III в., който сочи, че Агатоники се намира на 34 мили от Адрианопол. Освен това, писмени данни за съществуването на града намираме в Сюлейманкьойския надпис на Омуртаг и хрониките на византийската историчка Анна Комнина, която споменава Агатоники във връзка с войните на Алексий I Комнин с куманите. На 2 km северно от Оряхово, в местността Джевезлика, са намират следи от византийско селище. Тук в местността Клисе бунар са изровени основите на еднокорабна църква. На север от селището, на хребета на местността Мандрата и Куше-кайлар, в началото на века е имало останки от средновековна кръгла кула.
Сегашното село възниква през 1820 г. под името Саранли, като според легендата първият българин заселил се тук се е казвал Караджа Манол. През 1906 г. селището е преименувано на Оряхово. След Освобождението, през 1881 година, е открито българско училище. Първият учител е Тодор Данков от Чирпан, който произхожда от рода на видния възрожденец и революционер, живописеца Георги Данчов.
По време на Междусъюзническата война през 1913 година селото е изгорено от османската армия. Във войните за освобождение има много загинали жители на селото. В тяхна памет още тогава са изградени чешми с вградени паметни плочи, а по късно е издигнат и паметник в центъра на селото.
През 1913 година в селото е създадена селска комуна, а през 1948 година е учредено кооперативно стопанство. Същата година е създадено читалище „Просвета“, което функционира. В последните години са обновени центърът, църквата и другите обществените сгради в селото.

## Икономика
Оряхово е обградено от петнадесетина язовира, създадени в миналото за напояване – по времето на ТКЗС в землището на селото има над 6000 декара обработваеми площи с изградени инсталации за напояване. Днес язовирите се ползват и за риболов (в тях има много шаран, сом, каракуда, калиник) и отдих (някои са много чисти и стават за къпане). В селото функционира втора водоснабдителна мрежа, чрез която във всеки дом се доставя вода за поливане.
Основният поминък на населението е земеделието, най-вече растениевъдството. Има големи лозови масиви и ябълкови градини, както и градини с дини и пъпеши. Има традиции в зеленчукопроизводството (домати, краставици, чушки и други). В личните дворове се отглеждат много праскови, кайсии, круши, ябълки. Развити са още пчеларството и животновъдството – отглеждат се най-вече крави и кози.
В миналото са се отглеждали и копринени буби, оттогава има останали много черничеви дървета.

## Културни и природни забележителности
В землището на селото се намира природния феномен „Господева стъпка“, до който има изградена туристическа пътека. Завършено е изграждането пътища до най-значимите тракийските некрополи (долмени) и те вече са годни за посещения от туристи.
При археологически разкопки през 2004 – 2005 година на могила в местността Баямлъка североизточно от селото са изследвани два долмена. По-големият е силно повреден, а по-малкият, вероятно използван за препогребване на стари останки от големия долмен, е относително добре запазен. Съоръжението е използвано от ранната желязна епоха (8 – 7 век пр.н.е.) до Късната Античност. През 2006 година са проучени три други мегалитни съоръжения.
Има данни, че в местността Сара хан, където предстоят археологически разкопки, е имало римска пътна станция. Много близо е и ранновизантийската крепост Кастра рубра, която е обособена като туристически обект и където се извършват арехеологически разкопки.
В Оряхово има над стогодишна църква „Света Петка“, построена от родопски майстори. По време на комунистическия режим църквата е превърната в обор, възстановена е от местните жители след 1990 година.
В сградата на читалище „Просвета“ е уредена богата етнографска изложба проследяваща развитието на селото. Тя показва бита и начина на живот на местните селяни през XIX и първата половина на ХХ век. Към читалището е сформиран фолклорен състав за автентично пеене и представяне на обичаи, който е редовен участник и лауреат на международни, национални и регионални фестивали.

## Редовни събития
Всяка година на Петковден (по стар стил – 27 октомври) в селото се провежда събор в чест на света Петка Българска – неговата покровителка. Тогава се събират оряховци от цялата страна и чужбина.

## Кухня
Кухнята е типична за тракийския регион. Все пак тук се приготвят някои специфични ястия. Има традиция в производството на тестени изделия. Правят се баници, пити, катми, гюзлемета, катмерлии. Популярни са домашните специалитети – както месни (луканка, бабек, пастърма, бахур), така и млечни (краве, овче и козе сирене, ахчак, катък, масло). Има рецепти за консервиране на риба. Местните хора са майстори в производството на вина и ракии.